# Gotska Sandön
Gotska Sandön – wyspa na Morzu Bałtyckim w prowincji Gotland, w Szwecji. Wyspa jest bardzo odizolowana, położona 38 km na północ od wyspy Fårö, kolejnej wyspy na północ od Gotlandii. Stanowi wynurzoną część długiego grzbietu łączącego ją z Gotlandią, utworzonego przez moreny pochodzące z ostatniego zlodowacenia. Na wybrzeżu Gotska Sandön dominują plaże i wydmy, podczas gdy w głębi lądu rozciąga się rozległy las sosnowy usiany kilkoma wydmami, tworzącymi nieliczne wzniesienia wyspy, z najwyższym osiągającym wysokość 42 m n.p.m. Stosunkowo suchy klimat i piaszczysta gleba przyczyniają się do rozwoju charakterystycznej, dość ubogiej gatunkowo flory, z wyjątkiem nielicznych, wilgotnych zagłębień, oraz niezbyt zróżnicowanej fauny, z wyjątkiem wielu rzadkich owadów (w tym chrząszczy), ptaków morskich i fokowatych na wybrzeżu.

## Geografia

### Położenie i geomorfologia
Gotska Sandön uznaje się za najbardziej odizolowaną wyspę Bałtyku. Leży ona około 40 km na północ od wyspy Fårö i około 80 km na południowy wschód od szkierów Landsort.
Gotska Sandön podlega administracyjnie pod gminę Gotlandię, tożsamą z regionem Gotland. Wyspa ma powierzchnię ok. 36 km², a w najszerszym miejscu (przebieg NW-SE) mierzy 9 km. Stanowi ona wynurzoną część podwodnego grzbietu rozciągającego się na długości 12 mil skandynawskich (czyli 120 kilometrów) pomiędzy Klints bank na wschód od Gotlandii i Kopparstenarna, 20 kilometrów na północny zachód od Gotska Sandön. Grzbiet osiąga wysokość około 70 do 90 metrów ponad otaczające go dno morza. Rzeźba terenu wyspy jest zdominowana przez wydmy ruchome. Jak nazwa wyspy wskazuje (Gotska Sandön oznacza Piaszczysta Wyspa Gotlandii), jest ona zbudowana niemal wyłącznie z piasku. Główne tereny wydmowe na Gotska Sandön to pas wydm dookoła wybrzeża, wysokich na 10–15 m i szerokich na 100–300 m, oraz położone najbliżej morza białe, ruchome wydmy, które przemieszczają się z prędkością ok. 6 m na rok. Wolne od wydm są plaże Hamnudden, Höga land i zatoka Las Palmas (która jest tradycyjnym miejscem lądowania statków na wyspie). Pomiędzy wydmami szarymi a wydmą marginalną w głębi lądu znajdują się płaskie, kamieniste tereny, tzw. burgary. Występują wzdłuż brzegów wyspy, ale są najlepiej wykształcone w północnej części Sandön. Burgary są stosunkowo ubogie gatunkowo i w większości zarośnięte przez porosty, a na obszarach piaszczystych przez mchy i szczotlichę siwą. Część wyspy jest pagórkowata – wiatr utworzył dość duże wydmy w jej środkowej części. Wydmy te zostały później ustabilizowane przez porastającą je roślinność. Najwyższa wydma jest nazwana Höga åsen, jest położona w centrum wyspy i ma 42 metry wysokości.

### Klimat
Klimat Gotska Sandön jest sklasyfikowany jako klimat kontynentalny z ciepłym latem (Dfb, Dwb, Dsb) (Dfb według klasyfikacji klimatów Köppena). Klimat na Sandön różni się od klimatu na kontynencie szwedzkim pod kilkoma względami. Wiosna przychodzi znacznie później, lato potrafi być gorące i suche, jesień jest długa i łagodna, ale może być wietrzna, zima jest zwykle łagodniejsza, a pokrywa śnieżna rzadko pojawia się na całej wyspie. Otaczające wyspę morze ma wyrównujący wpływ na temperatury (co dotyczy również Gotlandii), które wykazują mniejsze zróżnicowanie niż na kontynencie. Ilość opadów należy do najniższych w Szwecji.

## Szata roślinna

### Bór sosnowy
Najbardziej rozpowszechnionym ekosystemem jest las iglasty, przede wszystkim bór sosnowy, który pokrywa prawie 30 kilometrów kwadratowych z 36 całej wyspy. Przed objęciem wyspy ochroną parku narodowego wielokrotnie pozyskiwano drewno z rosnących na niej lasów. Trwało to z pewnymi przerwami aż do lat czterdziestych XX wieku. Duża część drewna była wykorzystana na budowę łodzi, co oznaczało, że wycinano najwyższe i najprostsze sosny. W latach dwudziestych XX wieku wycięto ostatnie pozostałości starego lasu w południowo-zachodniej i środkowej części wyspy, tworząc w ten sposób duże obszary lasu produkcyjnego. Od lat czterdziestych XX wieku miały miejsce  tylko nieliczne wycinki, ostatnie w 1966. Ponieważ większość lasów na Gotska Sandön była użytkowana przez leśnictwo, niewłaściwe byłoby mówienie o nich jako o puszczy pierwotnej. Jedyny większy obszar całkowicie nietkniętego lasu leży wokół najwyższego punktu wyspy, Höga asen. Można tu znaleźć większość największych i najbardziej imponujących sosen na wyspie, zarówno żywych, jak i martwych. Kilka martwych drzew mogło umrzeć już w XIX wieku. 
Bór sosnowy na wyspie jest w znacznej części pochodzenia naturalnego. Podejmowano próby gospodarowania lasem, początkowo w prymitywny sposób, przez wypalanie. Badania dendrochronologiczne wykazały, że pożary miały miejsce na wyspie 30 razy od 1487. Większość z nich była wywołana w XVI i XVII wieku, prawdopodobnie przez ludzi, którzy chcieli poprawić warunki wypasania owiec. Ostatnie pożary miały miejsce w 1880, kiedy spaliła się znaczna część lasu we wschodnim obszarze wyspy oraz w 1917, kiedy mały obszar na południowym wschodzie Gotska Sandön uległ spaleniu. Ślady dawnych pożarów widoczne są na pniach wielu drzew na wyspie. Pozostałości po pożarach (np. drzewa umierające od uszkodzeń) są bardzo ważnym składnikiem biotopu owadów żyjących na martwym drewnie. Prawdopodobnie powtarzające się pożary są przyczyną rzadkości świerków na wyspie.
Z powodu niewielkich ilości wody i składników odżywczych las na wyspie rośnie dość wolno. Gatunki tworzące runo to: wrzos zwyczajny (Calluna vulgaris), borówka brusznica (Vaccinium vitis-idaea), bażyna czarna (Empetrum nigrum), chrobotek (Cladonia), rokietnik pospolity (Pleurozium schreberi), widłoząb miotlasty (Dicranum scoparium) oraz gajnik lśniący (Hylocomium splendens). Inne gatunki to między innymi: listera sercowata (Listera cordata),  pomocnik baldaszkowy (Chimaphila umbellata) oraz tajęża jednostronna (Goodyera repens).

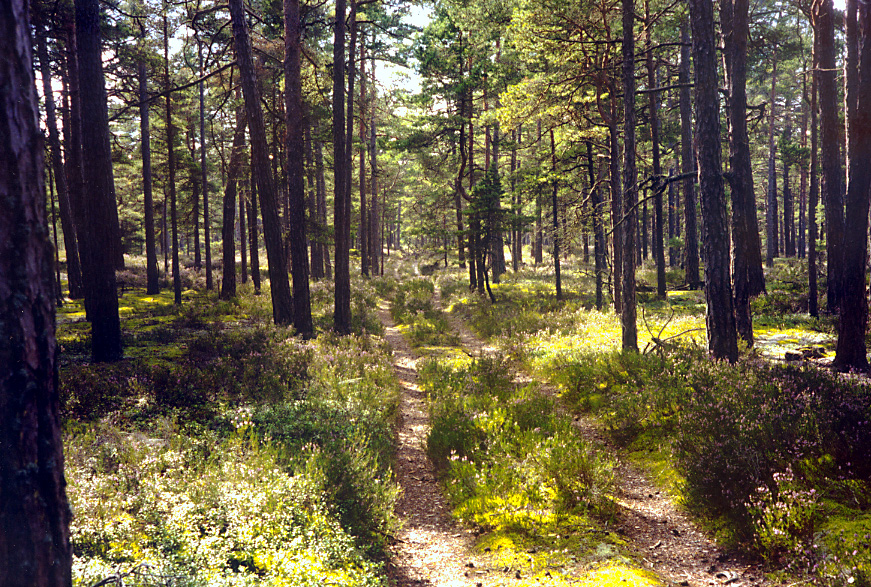
Las sosnowy na Gotska Sandön

### Las liściasty
Na wyspie znajduje się ok. 20 większych i mniejszych płatów lasu liściastego. Największy z nich to Stora Idemoren (mor w dialekcie z wyspy Fårö oznacza drzewa liściaste), który znajduje się na południe od latarni morskiej. Lasy liściaste porastają obniżenia terenu, gdzie woda gruntowa jest bliżej powierzchni. Główne gatunki drzew i krzewów to: topola osika (Populus tremula), leszczyna pospolita (Corylus avellana), dąb (Quercus), jarząb szwedzki (Sorbus intermedia), cis pospolity (Taxus baccata), wierzba iwa (Salix caprea), jesion wyniosły (Fraxinus excelsior), brzoza (Betula) oraz jałowiec pospolity (Juniperus communis). Gatunki zielne to marzanka wonna (Galium odoratum), prosownica rozpierzchła (Milium effusum), pszeniec leśny (Melampyrum sylvaticum), orlica pospolita (Pteridium aquilinum), konwalia majowa (Convallaria majalis), mącznica lekarska (Arctostaphylos uva-ursi), fiołek Rivina (Viola riviniana), żankiel zwyczajny (Sanicula europaea), turzyca palczasta (Carex digitata), śmiałek pogięty (Deschampsia flexuosa), malina kamionka (Rubus saxatilis), zimoziół północny (Linnaea borealis) i wyka kaszubska (Vicia cassubica). Występują tu także storczyki: buławnik mieczolistny (Cephalanthera longifolia), buławnik czerwony (C. rubra), podkolan biały (Platanthera bifolia), gnieźnik leśny (Neottia nidus-avis), listera jajowata (Listera ovata) i storczyk kukawka (Orchis militaris). Stwierdzono tu także mieszańca obu miejscowych gatunków buławników.

### Brzegi
W miarę zbliżania się do wybrzeża drzewa stają się rzadsze i zauważyć można gradient roślinności pomiędzy prawie nagimi plażami a lasem. Najbliżej morza znajdują się białe wydmy: są to wydmy ruchome, na których pokrywa roślinna jest najrzadsza, a przesypywanie się wydm umożliwia rozwój tylko specyficznej grupy roślin. Jednak bliskość morza zapewnia składniki odżywcze, m.in. z nanosów organicznych, w tym z alg. Charakterystycznym gatunkiem rosnącym na wydmach jest piaskownica zwyczajna (Ammophila arenaria), przystosowana do tego specyficznego środowiska: jej wzrost przyspiesza, gdy jest przykryta piaskiem, co pozwala stale utrzymywać się powyżej poziomu wydmy. Podziemna część rośliny może osiągnąć kilka metrów długości.
Białe wydmy porośnięte są przede wszystkim gatunkami roślin odpornymi na nieustanne zasypywanie. Do takich należą poza piaskownicą także:wydmuchrzyca piaskowa (Elymus arenarius), groszek nadmorski (Lathyrus japonicus), turzyca piaskowa (Carex arenaria), modrak morski (Crambe maritima) oraz rzadki i zagrożony mikołajek nadmorski (Eryngium maritimum). Bliżej linii brzegowej rosną gatunki odporne na zasolenie. Wśród nich są: honkenia piaskowa (Honkenya peploides), solanka kolczysta (Salsola kali), rukwiel nadmorska (Cakile maritima) oraz łoboda nadbrzeżna (Atriplex littoralis). Bardzo rzadki rdest nadbrzeżny (Polygonum oxyspermum) również jest spotykany na plażach wyspy, głównie w północnej części wybrzeża. Urzet barwierski (Isatis tinctoria) rośnie na bardziej kamienistych plażach, głównie w rejonach Hamnudden i Högland.

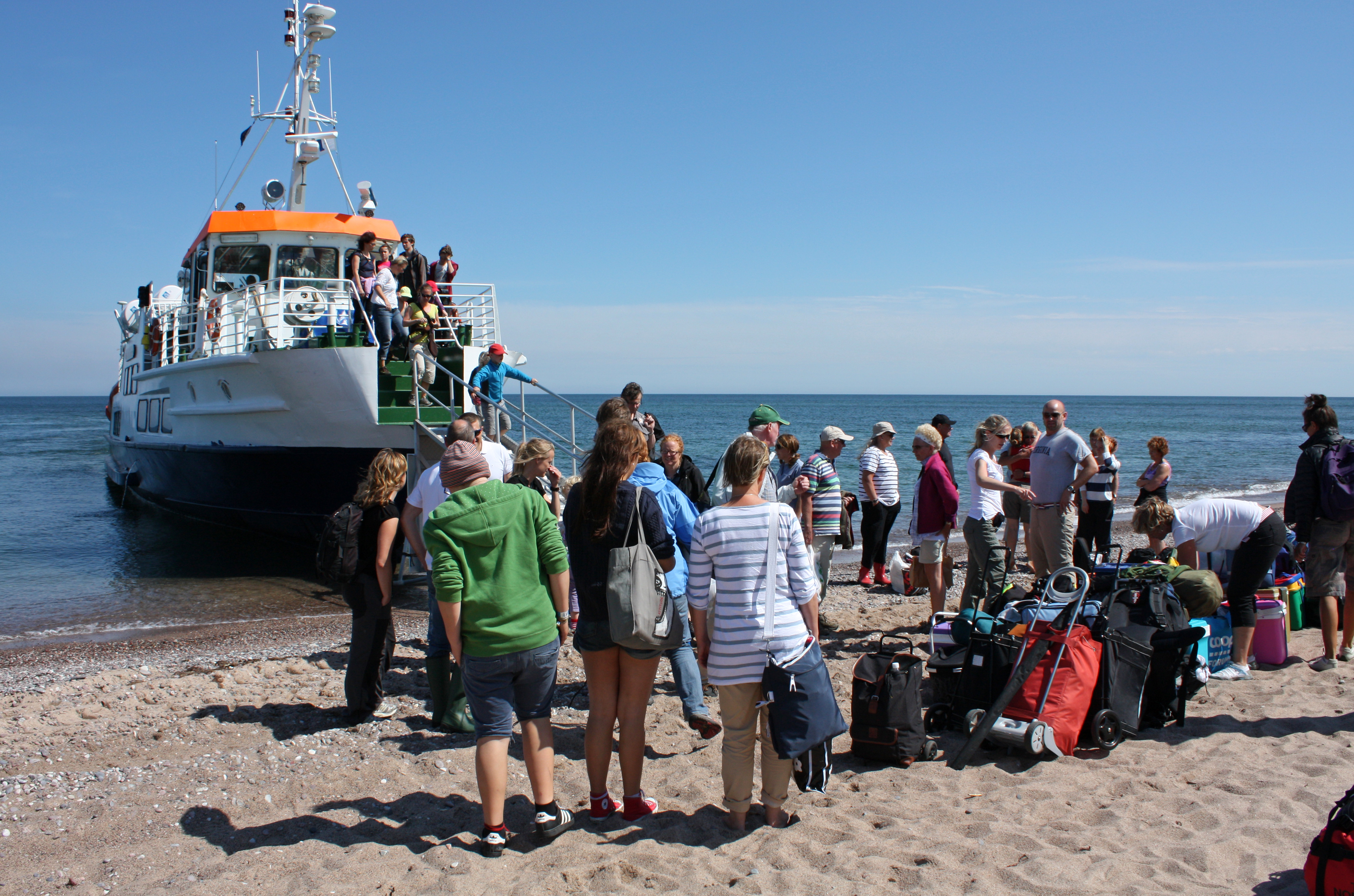
Lądowanie na plaży wyspy

Naturalne obszary wyspy nieporośnięte lasami zajęte są przez wydmy szare i białe oraz przez kamieniste burgen porośnięte przez macierzankę piaskową (Thymus serpyllum), rozchodnika ostrego (Sedum acre), mącznicę lekarską (Arctostaphylos uva-ursi), ukwap dwupienny (Antennaria dioica). Wydmy szare porośnięte są m.in. przez szczotlichę siwą (Corynephorus canescens), turzycę piaskową (Carex arenaria), chrobotka reniferowego (Cladonia rangiferina), płaty mszaków oraz kępy piaskownicy zwyczajnej (Ammophila arenaria). W głębszych obniżeniach, gdzie woda gruntowa jest bliżej powierzchni oraz gdzie może gromadzić się martwa materia z roślin rosnących wyżej, flora jest znacznie bogatsza. Dodatkowo podwyższony poziom wapnia sprawia, że rosną tam takie gatunki jak: pierwiosnek omączony (Primula farinosa), kukułka Fuchsa (Dactylorhiza fuchsii), kruszczyk rdzawoczerwony (Epipactis atrorubens) oraz kruszczyk błotny (Epipactis palustris). Tysiące pierwiosnków omączonych kwitnie wiosną na Inre dynkärret (Wewnętrzne Bagno Wydmowe – jedno z większych zagłębień międzywydmowych) w południowej części Gotska Sandön.

### Obszary uprawne
Otwarte tereny w rejonie Gamla gården (Stara Farma), które są regularnie koszone, w przeszłości były polami uprawnymi i pastwiskami. Świadczą o tym gatunki roślin, które można znaleźć na tym terenie. Gatunki takie jak krwawnik pospolity (Achillea millefolium), przetacznik ożankowy (Veronica chamaedrys), koniczyna polna (Trifolium arvense), lepnica zwisła (Silene nutans), szczaw zwyczajny (Rumex acetosa), posłonek rozesłany (Helianthemum nummularium), powój polny (Convolvulus arvensis), pięciornik kurze ziele (Potentilla erecta) są związane z antropogenicznymi biotopami i licznie występują na łąkach i nieużytkach Gotska Sandön. Suche łąki w rejonie Hamnudden obfitują w liczne gatunki roślin: skalnica ziarenkowata (Saxifraga granulata), fiołek psi (Viola canina), fiołek skalny (Viola rupestris), iglica pospolita (Erodium cicutarium), wiosnówka pospolita (Erophila verna), rzodkiewnik pospolity (Arabidopsis thaliana), jastrzębiec kosmaczek (Hieracium pilosella), jaskier bulwkowy (Ranunculus bulbosus), lucerna sierpowata (Medicago falcata), wilżyna rozłogowa (Ononis repens), groszek leśny (Lathyrus sylvestris), krwiściąg mniejszy (Sanguisorba minor), bylica polna (Artemisia campestris), kokoryczka wonna (Polygonatum odoratum), macierzanka piaskowa (Thymus serpyllum), przetacznik kłosowy (Veronica spicata), podejźrzon księżycowy (Botrychium lunaria) oraz bardzo rzadka ostrołódka kosmata (Oxytropis pilosa). Inny rzadki gatunek rosnący na Gotska Sandön to zaraza macierzankowa (Orobanche alba). Prawdopodobnie jest to najdalej na północ położone stanowisko tego gatunku na świecie.

## Zwierzęta
Odizolowane położenie Gotska Sandön jest najprawdopodobniej przyczyną ubogiej fauny ssaków. Ssaki lądowe reprezentowane są przez populacje zajęcy bielaków i nietoperzy.
Zające zostały sprowadzony na wyspę w latach czterdziestych XIX wieku. Zachowują się nieco inaczej niż na stałym lądzie, kopiąc nory mieszkalne. Wykazują też różnice morfologiczne, które w dłuższej perspektywie mogą doprowadzić do powstania nowego podgatunku. Fauna nietoperzy jest niezwykle uboga gatunkowo. Na stałe na wyspie zamieszkuje tylko mroczek pozłocisty, kilka innych gatunków odwiedza Sandön przelotnie.
Szarytki morskie (Halichoerus grypus) są najczęstszymi zwierzętami morskimi odwiedzającymi Gotska Sandön i wody otaczające wyspę, jednak niewiele z nich rozmnaża się na wyspie. Focze Miejsce (po szwedzku Säludden), położone na północno-wschodnim wybrzeżu, jest wydzielonym obszarem ochrony fokowatych i dostęp do niego jest zabroniony przez cały rok.

### Ptaki
Najliczniejsze stada ptaków na wyspie można spotkać wiosną oraz wczesnym latem, kiedy Gotska Sandön jest odwiedzana przez ptaki morskie, siewkowce oraz liczne wróblowe. Większość ptaków lądowych zatrzymuje się, aby odpocząć na wyspie. Nie pozostają jednak na długo, głównie ze względu na niewielką ilość wody pitnej oraz późno pojawiające się owady, co powoduje niedobór pokarmu dla ptaków owadożernych.
Na Gotska Sandön gnieździ się niewiele gatunków ptaków. Krzyżodziób sosnowy (Loxia pytyopsittacus) jest jednym z liczniejszych, głównie z powodu obfitości źródła pokarmu, jakim są nasiona sosny zwyczajnej. Młode krzyżodzioby wykluwają się już w marcu, kiedy nasion sosny jest pod dostatkiem. Inne gnieżdżące się na wyspie ptaki to: edredon (Somateria mollissima), ostrygojad (Haematopus ostralegus), nurogęś (Mergus merganser), mewa srebrzysta (Larus argentatus), mewa żółtonoga (Larus fuscus), grubodziób (Coccothraustes coccothraustes) oraz pliszki (Motacilla).
Fauna ptaków drapieżnych jest uboga, częściowo ze względu na brak małych gryzoni.

### Owady
Owady na Gotska Sandön stanowią szczególną grupę zwierząt z kilku względów. Pomimo niewielkiej różnorodności biotopów są one reprezentowane przez liczne gatunki. Większość gatunków związana jest z wieloletnimi borami sosnowymi lub otwartymi piaskami. Niektóre z nich zostały opisane po raz pierwszy na Gotska Sandön, inne mają tutaj swoje jedyne stanowiska w Europie Północnej. Jednym z interesujących przykładów jest motyl Horisme aemulata. Motyl ten jest charakterystyczny dla Uralu oraz Alp, występuje także na jednym stanowisku na Gotlandii. Jednak na Gotska Sandön jest dość pospolity, szczególnie w rzadkim borze sosnowym na północnym wschodzie wyspy. Inną cechą charakterystyczną jest mała liczba komarów, bąkowatych oraz meszek spowodowana niewielką ilością wody powierzchniowej, niezbędnej do rozwoju larw tych owadów.
Otwarte piaski wydm stanowią specyficzne siedlisko z ekstremalnym mikroklimatem. Powierzchnia piasku jest wystawiona na promienie słoneczne oraz silny, morski wiatr, w związku z czym bardzo często jest sucha. Niewiele zmienia tę sytuację luźna i cienka warstwa humusu. Stąd też znaczną część entomofauny stanowią gatunki ciepłolubne, m.in. żądłówki, które budują swoje gniazda w piasku i polują w ich najbliższej okolicy, oraz żuki, które spędzają dzień zagrzebane w piasku, a wychodzą polować w nocy. Plaże i wydmy zamieszkane są przez liczne mrówkolwy (reprezentowane przez dwa gatunki – Euroleon nostras oraz Myrmeleon europaeus).

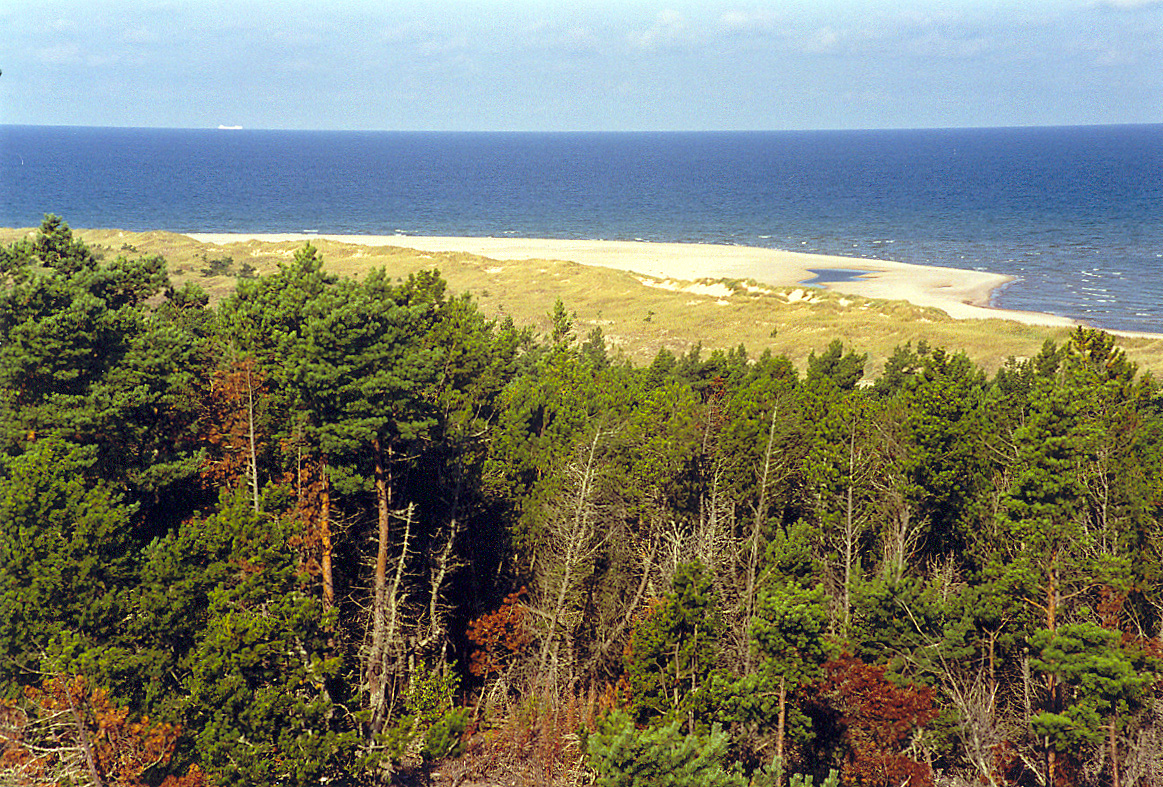
Otwarte piaski i las w północnej części Gotska Sandön

Występowanie dużej liczby gatunków żuków na wyspie jest głównie związane z obecnością starodrzewi sosnowych, które zachowały w znacznym stopniu swój pierwotny charakter. Bardzo stare i martwe drzewa nie są usuwane i tworzą zróżnicowane środowiska sprzyjające różnorodności gatunkowej. Wiele z rzadkich gatunków owadów żyje na lub w rozkładającym się drewnie sosnowym.
Bardziej pospolite gatunki żuków to kruszczyca złotawka (Cetonia aurata), Tragosoma depsarius, borodziej próchnik (Ergates faber), żerdzianka sosnówka (Monochamus galloprovincialis) i Sinodendron cylindricum.
Rzadkie gatunki na wyspie to m.in. Pogonocherus caroli (żuk ten występuje głównie w Europie południowej, a jego jedyne stanowisko w Skandynawii znajduje się na Gotska Sandön) oraz Bombidon obscurellum.
Wiele z tych gatunków jest rzadkich, a siedem gatunków chrząszczy występujących na wyspie nie zostało odkrytych nigdzie indziej w krajach nordyckich. Ich obecność jest interpretowana jako relikt cieplejszej epoki (między 5000 a 500 p.n.e.), ale obecność pierwotnego lasu, często narażonego na pożary, podczas gdy większość lasów południowej Szwecji zostało silnie przetrzebionych przez przemysł drzewny, może również wyjaśnić to zjawisko. Rzeczywiście wiele chrząszczy występujących na wyspie jest powiązanych ze starymi lasami sosnowymi i jest szczególnie zależnych od obfitości martwego drewna.

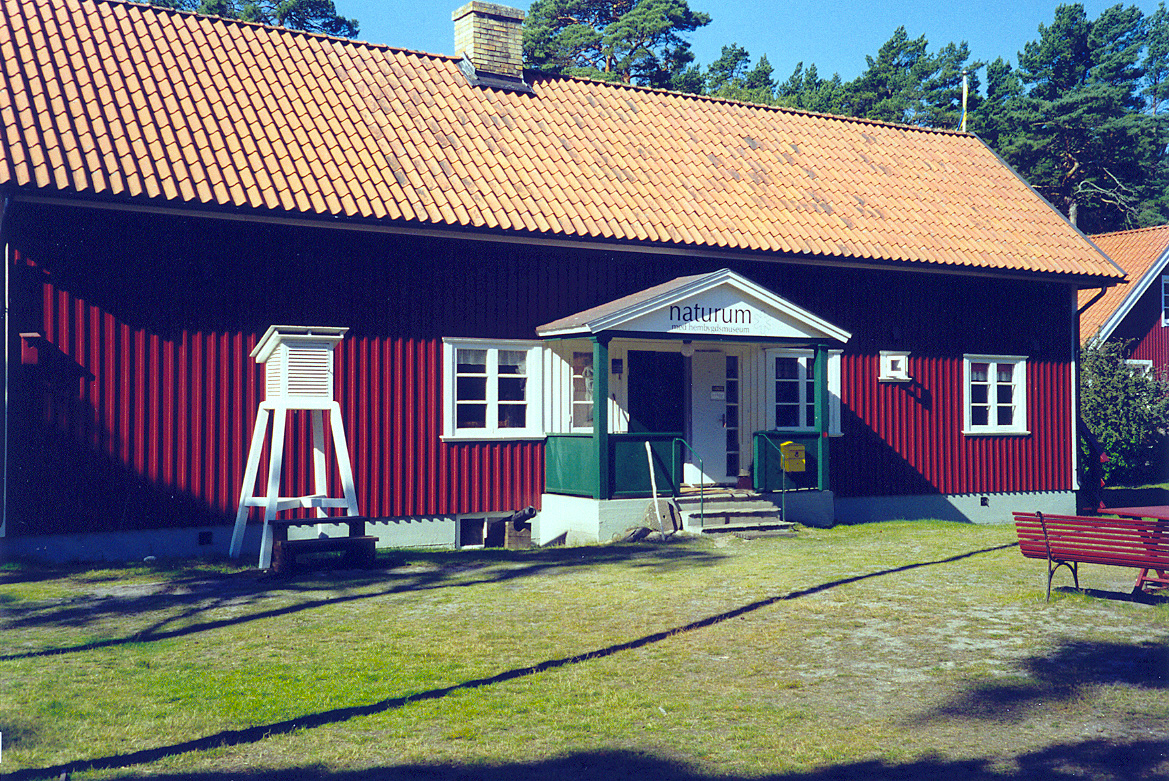
Muzeum przyrodnicze na Gotska Sandön

## Historia
Pomimo izolacji Gotska Sandön ślady ludzkiej obecności sięgają tu epoki kamienia. Prawdopodobnie ludzie nie żyli wówczas na wyspie na stałe. 
Znaleziska z epoki kamienia z Gotska Sandön są nieliczne. Ustalono już wcześniej, że na Gotska Sandön istnieje tylko jedno pewne znalezisko z epoki kamienia. To znalezisko składa się z kilku sztyletów krzemiennych na cmentarzu w południowo-wschodniej części wyspy. Cmentarz położony jest ok. 55 m w głąb lądu. Znaleziska te sugerują, że ludzie odwiedzali wyspę na krótko, być może w związku z polowaniami na fokowate. Na wyspie znaleziono także ślady kontaktów z Cesarstwem Rzymskim.
Nie wiadomo, kiedy osiedlono się tam na stałe, lecz eksponaty wystawione w Szwedzkim Muzeum Historycznym oraz w Muzeum Historycznym Gotlandii w Visby datowane na średniowiecze wskazują, że w tym czasie na Gotska Sandön ludzie przebywali już bez przerw. Liczne ślady ludzkiej bytności odnajdywano w pobliżu Gamla gården oraz Säludden.
Najwcześniejsza pisemna wzmianka o wyspie pojawiła się w 1539 w Carta Marina, mapie północy Olausa Magnusa. Późniejsze wzmianki mówią o przynależności wyspy do Królestwa Danii oraz o wynajmowaniu jej przez ludzi z Fårö. Według ustaleń pokoju w Brömsebro w 1645 Gotska Sandön stała się szwedzkim terytorium.
Mieszkańcy Fårö wykorzystywali wyspę nie tylko jako swoją bazę rybacką i myśliwską. Przez długi czas wypasano tam także owce. Było to przyczyną konfliktów między władzami a pasterzami przez kilkadziesiąt lat w XVII w. Od połowy XVII w. wyspa kilkakrotnie zmieniała zarządcę, aby w 1859 ostatecznie trafić pod zarząd władz państwowych. W tym samym roku zaczęła działać pierwsza latarnia morska na Gotska Sandön.
Od 1783 do 1859 wyspa była eksploatowana przez prywatnych właścicieli. Z tego okresu pochodzi też pierwsza dokładna mapa wyspy. Pierwsza wieś Gamla gården (dosłownie – Stara Farma) powstała w 1784 (nazywała się wówczas Nybygget). Szwedzki rząd wykupił wyspę w 1859 w celu wybudowania na niej latarni morskiej w Bredsandsudde. W 1883 druga latarnia została wybudowana w Tärnudden, działała do 1913. 
15 września 1939 w pobliżu Gotska Sandön na 2 dni zatrzymał się ORP Ryś.
Wyspa znalazła się w centrum uwagi w czasach zimnej wojny. Gotska Sandön oraz otaczające ją wody ważne strategicznie dla Szwecji, były obiektem sporu ze Związkiem Radzieckim o wytyczenie granic obszarów połowowych. Spory zakończyło porozumienie zawarte w 1988.
W 1993 na wyspie wylądowali nielegalni imigranci kurdyjscy, którzy zamierzali przedostać się do Szwecji.

### Latarnie morskie
Na wyspie działają 2 z 3 zbudowanych tutaj latarni morskich:
- Pierwsza, zbudowana w 1859 przez Nilsa Gustafa von Heidenstam jest drewnianą, 12-boczną wieżą o wysokości 24 m. Stoi ona na północno-zachodnim cyplu wyspy. Wraz z nią postawiono kilka budynków pomocniczych oraz mieszkalnych. W pobliżu latarni zgromadzono kilka przedmiotów z historii wyspy: armaty z rosyjskiego parowca, który wszedł na mieliznę w pobliżu wyspy, stare kotwice, niemiecką minę morską z czasów II wojny światowej. Niedaleko latarni znajduje się też drewniana łódź, na której podczas II wojny światowej na Gotska Sandön przybyli uciekinierzy z Estonii.

Latarnia jest udostępniona dla turystów do zwiedzania. Błyska białym światłem co 5 s. Dodatkowo stałe czerwone światło jest skierowane na północ.
- Latarnia w Kyrkudden – zbudowana w 1913. Świeci trzy białe błyski co 9 s. Latarnia ma 12,5 m wysokości i jest zbudowana z betonu. Położona jest na wschodnim cyplu wyspy. Nie jest dostępna dla turystów.
- Do 1983 na południowo-zachodnim cyplu (Hamnudden) działała jeszcze jedna latarnia, zbudowana w 1913. Została zniszczona w wyniku erozji brzegu morskiego, na którym stała. Miała 10 m wysokości. Świeciła 2 razy białym światłem co 6 s.

### Muzeum
W dawnej szkole mieści się muzeum przyrodnicze i historyczne. Budynek został postawiony w 1939 i służył jako szkoła do 1963. Muzeum zostało otwarte w 1983. Eksponaty obejmują zwierzęta żyjące na wyspie oraz historię ludzkiej bytności na Gotska Sandön – zarówno latarni morskich, jak i statków, które dość często rozbijały się u brzegów wyspy. Statki, które rozbiły się lub osiadły na mieliznach w pobliżu wyspy, to między innymi rosyjski parowiec Wsadnik, na którym zginęło 20 marynarzy (zostali pochowani na wyspie, na „Rosyjskim Cmentarzu” – Ryska Kyrkogården), bark Ester Smeed oraz fiński prom M/S Karelia.

## Park Narodowy
Park narodowy na Gotska Sandön został utworzony w 1909 Początkowo obejmował jedynie niewielką część zachodniego obszaru wyspy. Szwedzki pisarz i malarz Albert Engström spopularyzował wyspę po odwiedzeniu jej po raz pierwszy w 1921 i starał się o rozszerzenie ochrony na cały jej teren. Dopiero w 1963 cały obszar lądowy został objęty ochroną, a w 1988 również wody otaczające wyspę.